# Camila Colombo

Signatur von Camila Colombo

Camila Colombo Seré (* 4. Juni 1990 in Montevideo) ist eine uruguayische Schachspielerin.

## Leben
Camila Colombo studierte an der Fakultät für Geistes- und Erziehungswissenschaften der Universidad de la República, der größten Universität Uruguays, und arbeitet als Schachlehrerin.
Vereinsschach spielt sie für den Club Banco República aus Montevideo, bei dem sie seit 1998 Mitglied ist. Sie wird trainiert von dem uruguayischen Internationalen Meister Bernardo Roselli Mailhe.

## Erfolge
2007 gewann sie im argentinischen Federación die südamerikanische Meisterschaft der weiblichen Jugend U-18. Die uruguayische Einzelmeisterschaft der Frauen gewann sie in Montevideo siebenmal (2007, 2008, 2009, 2010, 2012, 2013 und 2014), Vizemeisterin war sie zweimal geworden (2006 in Paysandú hinter Leticia Vilariño und 2011 in Montevideo hinter Patricia de León). 2010 gewann Camila Colombo dazu in Montevideo die uruguayische U-20-Meisterschaft für die männliche und weibliche Jugend.
Für die uruguayische Frauennationalmannschaft spielte Camila Colombo am Spitzenbrett bei den Schacholympiaden 2008 in Dresden, 2012 in Istanbul und 2014 in Tromsø.
Für ihr Ergebnis von sechs Punkten aus zehn Partien bei der Schacholympiade 2008 erhielt sie den Titel FIDE-Meister der Frauen (WFM). Beim Zonenturnier der Frauen in Santiago de Chile für die Zone 2.5 im September 2011 erreichte sie mit 6,5 Punkten aus neun Partien den dritten Platz und erhielt dafür von der FIDE den Titel Internationaler Meister der Frauen (WIM). Sie ist die erste und einzige Uruguayerin mit diesem Titel.
Ihre höchste Elo-Zahl war 2129 im September 2009. Seit mehreren Jahren führt Colombo die uruguayische Elo-Rangliste der Frauen mit großem Vorsprung an, sie wird allerdings als inaktiv geführt (Stand: August 2021), da sie nach der Schacholympiade der Frauen 2014 keine Elo-gewertete Partie mehr gespielt hat.

## Partiebeispiel
In der zweiten Runde der Schacholympiade 2008 spielte Uruguay gegen die dritte deutsche Mannschaft im Frauenturnier. Am zweiten Brett spielte Camila Colombo mit den weißen Steinen gegen WIM Claudia Steinbacher. Colombo opferte zwei Läufer, um den schwarzen König über das halbe Feld in eine Mattfalle laufen zu lassen.
1. d2–d4 d7–d5 2. c2–c4 c7–c6 3. Sb1–c3 e7–e6 4. e2–e4 d5xe4 5. Sc3xe4 Sg8–f6 6. Se4xSf6+ Dd8xSf6 7. Sg1–f3 Sb8–d7 8. a2–a3 a7–a6 9. Lf1–e2 Lf8–d6 10. 0–0 0–0 11. Lc1–d2 Df6–d8 12. Ld2–c3 c6–c5 13. Dd1–c2 Dd8–c7 14. d4xc5 Ld6xc5 15. b2–b4 Lc5–e7 16. Sf3–d4 a7–a6 17. Dc2–b3 Sd7–f6 18. Ta1–d1 Lc8–d7 19. Sd4–f3 Ta8–d8 20. Lc3–e5 Dc7–c8 21. Sf3–d4 Sf6–e8 22. Db3–g3 f7–f6 23. Le5–f4 e6–e5 24. Lf4xh6 e5xSd4 25. Le2–h5 Le7–d6 26. f2–f4 Kg8–h8 27. Lh5xSe8 g7xLh6 28. Dg3–g6 Ld7xLe8 29. Dg6xh6+ Kh8–g8 30. Td1–d3 Kg8–f7? 31. Dh6–h7+ Kf7–e6 32. f4–f5+ Ke6–e5 33. Tf1–e1+ Ke5–f4 34. Td3–f3+ Kf4–g5 35. Dh7–g7+ Schwarz gab auf, da das Schachmatt nicht aufzuhalten ist. 1:0
|   | a | b | c | d | e | f | g | h |   |
| 8 |   |   |   |   |   |   |   |   | 8 |
| 7 |   |   |   |   |   |   |   |   | 7 |
| 6 |   |   |   |   |   |   |   |   | 6 |
| 5 |   |   |   |   |   |   |   |   | 5 |
| 4 |   |   |   |   |   |   |   |   | 4 |
| 3 |   |   |   |   |   |   |   |   | 3 |
| 2 |   |   |   |   |   |   |   |   | 2 |
| 1 |   |   |   |   |   |   |   |   | 1 |
|   | a | b | c | d | e | f | g | h |   |

Stellung nach 35. Dh7+g7+